# DESQview
DESQview(DV)는 1980년대 후반과 1990년대 초반에 적당한 인기를 누렸던 쿼터덱 오피스 시스템즈가 개발한 텍스트 모드 다중작업 운영체제이다. 도스 위에서 실행되며, 여러 창에서 여러 프로그램을 동시에 실행할 수 있게 한다.

## Desq
쿼터덱의 DESQview 이전 제품은 Desq라고 불리는 작업 전환 제품(1984년 4월 말 또는 5월에 출시)으로, 사용자가 실행 중인 프로그램 간에 전환할 수 있게 했다. 쿼터덱은 패키지를 개편하여 다중 작업을 도입하고 TopView 호환성을 추가했다.
DESQview는 1985년 7월, 마이크로소프트가 윈도우의 첫 버전을 출시하기 4개월 전에 출시되었다. 이는 다중 작업 및 윈도우 기능을 도스에 도입한 최초의 프로그램으로 널리 알려져 있었다. 실제로는 1985년 3월에 출시된 선구적인 프로그램인 IBM 탑뷰가 있었다.
DESQview 하에서는 잘 작동하는 도스 프로그램들이 크기 조절이 가능한 겹치는 창에서 동시에 실행될 수 있다(윈도우의 첫 버전에서는 불가능했던 기능). 간단하고 숨길 수 있는 메뉴를 통해 프로그램 간에 잘라내기 및 붙여넣기가 가능하다. DESQview는 간단한 편집 가능한 매크로도 지원한다. 쿼터덱은 또한 메모장 및 다이얼러를 포함한 DESQview용 선택적 유틸리티 세트를 개발했다. 이후 버전에서는 그래픽 모드 프로그램도 로드할 수 있지만 전체 화면 모드에서만 실행된다.
DESQview는 GUI (그래픽 사용자 인터페이스) 운영체제가 아니다. 오히려, 이는 도스 위에 리얼 모드로 실행되는 비그래픽 창 셸이며, 인텔 8086 또는 인텔 80286 기반 PC에서도 실행될 수 있다. 또한 초기 PC의 640KB 기본 메모리 램 제한을 해결하기 위해 중첩 확장 메모리 애드온을 사용할 수 있다. DESQview는 도스의 한계를 넘어선 메모리를 더 잘 활용하는 인텔 80386 시스템에서 진가를 발휘했다. 그러나 어떤 경우든 보호 모드가 아닌 리얼 모드에서 실행되므로, 오작동하는 프로그램이 여전히 시스템을 충돌시킬 수 있다.

## DESQview와 QEMM
인텔 80386 프로세서에서 연속 확장 메모리를 최대한 활용하여 중첩 확장 메모리와 DESQview 및 다른 리얼 모드 프로그램에서 접근 가능한 상위 메모리 블록(UMB)으로 변환하기 위해 쿼터덱은 정교한 메모리 관리자를 개발했다. 마케팅 관리자의 선견지명 덕분에 쿼터덱은 이를 별도의 제품인 QEMM-386(쿼터덱 확장 메모리 관리자 386)으로 판매했다. 이는 DESQview 자체보다 더 인기를 얻었으며, 여러 해 동안 꾸준히 판매되어 1987년부터 1994년까지 1억 5천만 달러 이상의 매출을 올렸다. 인텔 펜티엄 프로세서 출시 후, QEMM의 386이 제거되었다. DESQview와 QEMM-386의 조합 패키지는 DESQview 386(DV386)이라고 불렸다.
80386의 도입으로 메모리 관리 기능이 향상되어 시스템을 보호 모드로 전환할 수 있게 되었고, 주소는 가상 86모드로 구성되어 연속 확장 메모리가 주소 프레임에 매핑되고 도스와 같은 리얼 모드 프로그램에서 접근할 수 있게 되었다. 이를 통해 386은 LIM(로터스, 인텔, 마이크로소프트) EMS(중첩 확장 메모리 사양)를 구현할 수 있게 되었다. 메모리 관리자는 도스 프로그램 QEMM.COM으로 사용자가 쉽게 제어할 수 있다.
DESQview는 QEMM의 기능을 단순한 LIM EMS API를 훨씬 넘어 활용하여 "일반" 주소 공간(640KB 미만) 대부분을 여러 연속 확장 메모리 블록으로 매핑하여 각 블록이 컨텍스트 중에 투명하게 실행될 수 있도록 한다. 도스 및 모든 장치, 네트워킹 드라이버의 주 복사본은 DESQview 이전에 로드되어야 한다. 결과적으로 얻어지는 공간은 실행할 수 있는 가장 큰 단일 프로그램이지만, QEMM 하의 DESQview는 EMS가 허용하는 만큼 많은 프로그램 인스턴스를 실행할 수 있다. 따라서 8MB 시스템은 일반적으로 수십 개의 전체 크기 도스 프로그램을 동시에 실행할 수 있으며, 16MB 시스템은 20개 이상을 실행할 수 있다.

## DESQview 사용
DESQview는 모든 일반적인 도스 호환 프로그램을 지원하고, 호스트 운영 체제의 제약에도 불구하고 뛰어난 성능과 안정성을 달성했다는 점에서 주목할 만했다. 또한 방해가 되지 않으면서도 빠르게 접근 가능하고 배우기 매우 쉬운 영리한 인터페이스를 가지고 있다.
모든 일반 PC에는 컨트롤, 알트, 일반 시프트 키 등 세 가지 "시프트" 또는 "보조" 키가 있는 키보드가 포함되어 있다. 이 키들은 일반적으로 다른 키와 조합하여 누른다. DESQview는 기본적으로 알트 키의 단독 누름(조합되지 않은)을 모니터링한다. 알트 키를 단독으로 누르면 DESQview 메뉴가 나타나 프로그램 기능에 접근할 수 있다: 새 작업 시작, 작업 간 전환, 화면의 텍스트 표시, 현재 작업에 텍스트를 입력으로 붙여넣기, 텍스트 창 크기 조절 또는 이동, 새 메뉴 항목 구성 등. 또한 Shift+Alt 조합은 DESQview가 특정 키 세트를 매크로로 학습하게 한다. 이를 통해 DESQview는 다른 프로그램이 사용하고 있을 수 있는 "키 바인딩"을 방해하지 않고 실행할 수 있다.
DESQview는 비평가들의 찬사를 받고 많은 팬을 확보했지만, 쿼터덱이 사람들을 설득하기 위해 지속적인 노력을 기울였음에도 불구하고 대중적인 인기를 얻지는 못했다.
그러나 한 분야에서 DESQview는 지속적인 성공을 거두었다. 많은 멀티유저 전자 게시판이 적당한 하드웨어 요구 사항, 강력한 다중 작업, 여러 통신 포트의 뛰어난 처리 능력 덕분에 DESQview를 기반으로 했다. 당시 대부분의 무료 또는 저렴한 BBS 소프트웨어는 단일 노드, 단일 작업 도스 프로그램으로 실행되었다. 일반적으로 BBS 소프트웨어는 한 번에 한 복사본만 실행할 수 있었으며, 호스트 PC가 하나의 노드만 실행하도록 제한했다. DESQview는 종종 버퍼링하는 16550 UART 칩 설치의 도움을 받아, 동일한 단일 작업 BBS 소프트웨어의 여러 복사본을 단일 컴퓨터에서 동시에 실행할 수 있게 하여 다중 사용자 BBS를 만들었다.

## DESQview의 쇠퇴
DESQview는 그래픽 사용자 인터페이스(GUI)를 제공하지 않는다. 쿼터덱은 기능 사용을 위한 소프트웨어 개발을 지원하기 위해 프로그래밍 라이브러리와 유틸리티 모음을 제공했지만, 이는 널리 인기를 얻지 못했다. DESQview가 대부분의 소프트웨어를 수정 없이 실행할 수 있는 능력과 "런타임" 라이선스 비용, 그리고 개발 스위트 자체의 비용이 결합되어 상용 소프트웨어 출판사 및 공급업체에게는 비합리적인 조합이 되었다.
마이크로소프트는 자체 메모리 관리 및 다중 작업 기능을 갖춘 윈도우 3.0을 출시했다. DESQview가 훨씬 빠르고 작고 안정적이었지만, 더 비쌌고 MS 윈도우의 그래픽 기능을 지원하지 않았다.
QEMM의 쇠퇴는 1990년 출시된 디지털 리서치의 DR-DOS 5.0에 메모리 관리자가 번들로 제공되면서 시작되었다. 이에 대항하여 마이크로소프트는 MS-DOS 5.0에 자체 EMM386을 포함시켰는데, 이전에는 메모리 관리 기능이 윈도우에서만 사용할 수 있었다. QEMM은 여전히 대신 사용될 수 있었고, 특히 윈도우 3.1x와 함께 사용되었지만, 점진적인 이점만 있었다. QEMM의 판매는 감소했다. 1994년 8월, 3분기 연속 손실 후, 회사는 직원 25%를 해고했으며 CEO, 사장 및 창립자 테리 마이어스(Terry Myers)가 사임했다.
사용자들이 DESQview에서 윈도우 3.x 및 OS/2와 같은 다른 플랫폼으로 이동함에 따라, 타사 유틸리티 개발자들은 DESQview API 기능 중 일부를 에뮬레이션하여 적절히 갖춰진 도스 프로그램이 이러한 OS와 협력할 수 있도록 하는 유틸리티 프로그램을 작성했다. 가장 주목할 만한 것은 TAME(윈도우용) 및 OS/2SPEED(OS/2용)이다.

### DESQview/X
쿼터덱은 결국 DESQview/X(DVX)라는 제품을 출시했는데, 이는 도스와 DESQview 하에서 실행되는 X 윈도 시스템 서버로, X 소프트웨어(대부분 유닉스)를 포팅할 수 있는 GUI를 제공한다.
DESQview/X는 출시와 함께 X/Motif, OPEN LOOK, Twm의 세 가지 윈도우 관리자를 포함했다. 기본 패키지에는 Twm만 포함되어 있었고, 다른 것들은 TCP/IP 네트워크에서 상호 작용하는 기능과 마찬가지로 비싼 선택적 추가 기능이었다. 모자이크는 DVX로 포팅되었다.
DVX 자체는 네트워크를 통해 도스 프로그램과 16비트 윈도우 환경을 X 프로그램으로 제공할 수 있었는데, 이는 유닉스 워크스테이션에서 도스 및 윈도우 프로그램을 실행하려는 사람들에게 유용했다. 동일한 기능은 NCD Wincenter의 일부 버전에서도 사용할 수 있다.

### NetWare 액세스 서버
네트워크 회사인 노벨은 DESQview 386 및 pcAnywhere의 기능을 통합한 NetWare Access Server (NAS)라는 제품을 개발했다. DESQview 다중 작업 지원은 최대 16대의 PC 및 매킨토시 클라이언트가 원격으로 로그인하여 NetWare 서비스에 액세스하고 도스 응용 프로그램을 실행할 수 있는 환경을 만드는 데 사용되었다.

### DESQview/X 이후의 DESQview
DESQview 개발은 DESQview/X와 병행하여 계속되었다. DESQview/X 개발 중단 후, DESQview의 또 다른 버전이 출시되었다. QEMM은 DESQview 중단 이후에도 계속 개발되었으며, 윈도우 98과 호환되는 버전이 출시되었다.
1990년대 중반, 쿼터덱은 인터넷 회사로 변모하려 시도했으며, 모자이크 웹 브라우저의 버전을 출시했다. 결국, 이 회사는 시만텍에 인수되었다.

## 평가
바이트는 1984년에 DesQ의 응용 프로그램 호환성이 테스트된 다섯 가지 윈도우 관리자 중 가장 높다고 밝혔다. 이 잡지의 제리 푸르넬은 1989년에 "멀티파인더는 아직 잘 작동하지 않지만, 큰 80386 머신의 DESQView는 확실히 잘 작동한다"고 언급하며, 286의 OS/2보다 선호된다고 말했다. 그 해 이 잡지는 버전 3.0을 바이트 어워드 "명예" 수상작 중 하나로 선정하며, "OS/2와 달리 DESQview는 이미 비용을 지불한 프로그램을 실행할 수 있게 한다... 많은 사용자들이 DESQview만 있으면 충분하다고 생각할 것이다"라고 언급했다.

## 같이 보기
- GNU Screen
- IBM 탑뷰
- 멀티파인더
- Tmux
- 터미널 멀티플렉서
- 트윈 (윈도 시스템)

## 더 읽어보기
- Brown, Ralf D.; Schulman, Andrew (July 1994). 《QPI: The QEMM-386 Programming Interface》. 《닥터 돕스 저널》. Undocumented Corner (San Mateo, California). 123–131쪽. 2017년 8월 23일에 원본 문서에서 보존된 문서. 2017년 8월 23일에 확인함.